# Amuri
Amuri is een bestuurslaag in het regentschap Nias Selatan van de provincie Noord-Sumatra, Indonesië. Amuri telt 871 inwoners (volkstelling 2010).